# Campeonato de Italia de Fórmula 4
El Campeonato de Italia de Fórmula 4 es una serie de automovilismo de monoplazas que se rige por las regulaciones de la Fórmula 4. La temporada inaugural se celebró en 2014, y se lleva a cabo principalmente en Italia.

## Historia
En 2013, Gerhard Berger y la Comisión de monoplazas de la FIA lanzarían la Fórmula 4. El objetivo de la Fórmula 4 es hacer que la escalera a la Fórmula 1 sea más transparente. Además de los reglamentos deportivos y técnicos, también se regulaban los costes. 
Un monoplaza para competir en esta categoría no podrá superar los 30.000 € de compra. Una sola temporada en la Fórmula 4 no puede superar los 100.000 € en costes. El campeonato fue el primer campeonato de Fórmula 4 que se disputó. El Campeonato de Italia de Fórmula 4 fue lanzado por ACI-CSAI el 12 de diciembre de 2013.

## Monoplazas

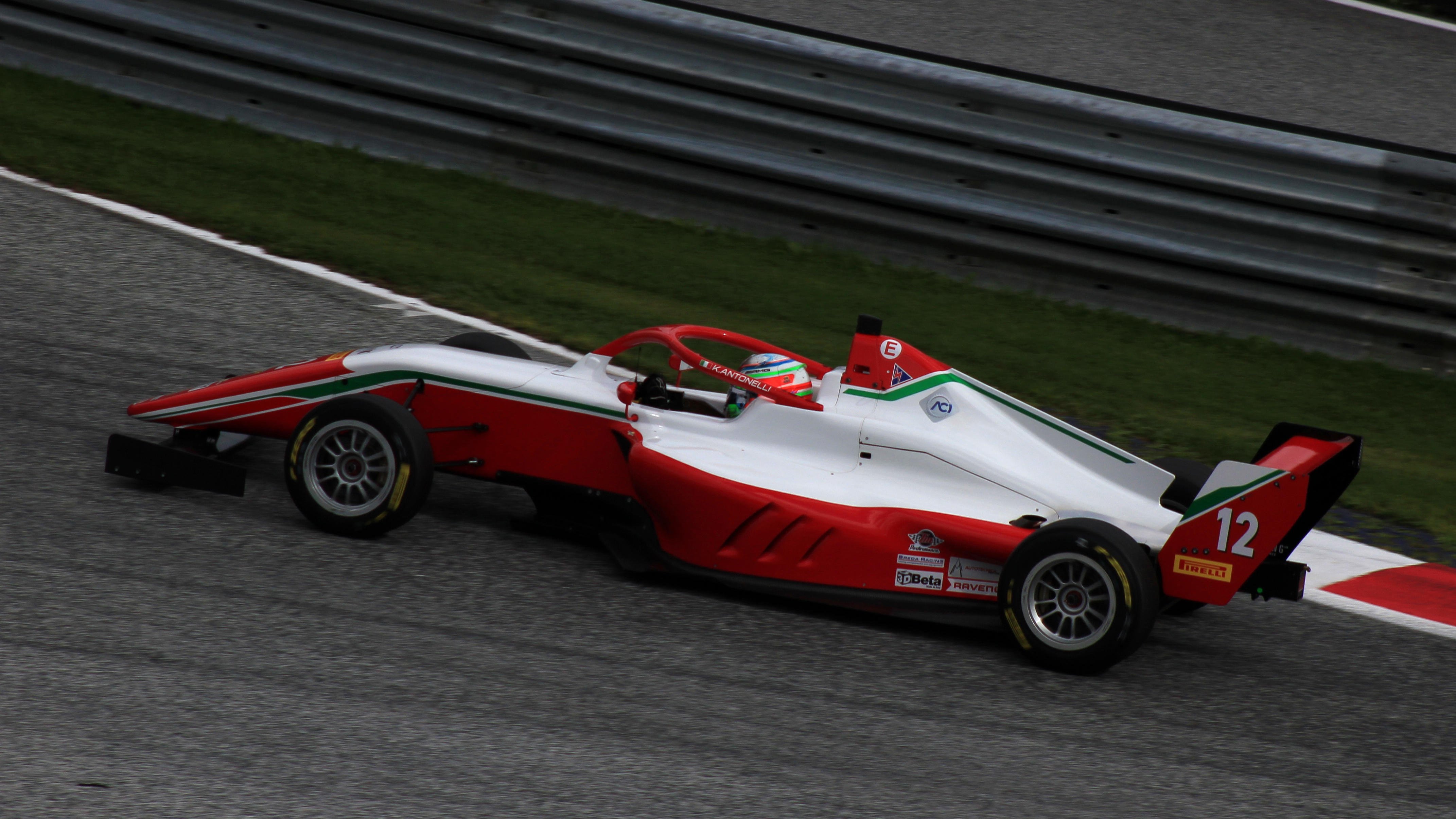
Tatuus F4-T421 en 2022.

En 2014, Tatuus, un constructor italiano, fue contratado para diseñar y construir todos los autos el cual serían los Tatuus F4-T014. Tatuus también había construido todos los autos para la Fórmula Abarth. El chasis es un monocasco fabricado en fibra de carbono.
A partir de 2022, los Tatuus F4-T014 fueron remplazados por los Tatuus F4-T421.

## Campeones

### Campeonato de Pilotos
| Temporada | Campeón               | Equipo                | Carreras | Poles | Victorias | Podios | VR | Puntos | Ref.   |
| --------- | --------------------- | --------------------- | -------- | ----- | --------- | ------ | -- | ------ | ------ |
| 2014      | Lance Stroll          | Prema Powerteam       | 18       | 5     | 7         | 13     | 11 | 331    | [ 5 ]  |
| 2015      | Ralf Aron             | Prema Powerteam       | 21       | 7     | 9         | 13     | 6  | 331    | [ 6 ]  |
| 2016      | Marcos Siebert        | Jenzer Motorsport     | 23       | 4     | 4         | 9      | 1  | 231    | [ 7 ]  |
| 2017      | Marcus Armstrong      | Prema Powerteam       | 21       | 5     | 4         | 13     | 1  | 283    | [ 8 ]  |
| 2018      | Enzo Fittipaldi       | Prema Theodore Racing | 21       | 9     | 7         | 10     | 5  | 303    | [ 9 ]  |
| 2019      | Dennis Hauger         | Van Amersfoort Racing | 21       | 7     | 12        | 16     | 9  | 369    | [ 10 ] |
| 2020      | Gabriele Minì         | Prema Powerteam       | 20       | 8     | 4         | 12     | 2  | 284    | [ 11 ] |
| 2021      | Oliver Bearman        | Van Amersfoort Racing | 21       | 8     | 11        | 15     | 2  | 343    | [ 12 ] |
| 2022      | Andrea Kimi Antonelli | Prema Racing          | 20       | 14    | 13        | 15     | 14 | 362    | [ 13 ] |
| 2023      | Kacper Sztuka         | US Racing             | 21       | 9     | 9         | 12     | 8  | 315    | [ 14 ] |
| 2024      | Freddie Slater        | Prema Racing          | 21       | 11    | 15        | 16     | 10 | 383    | [ 15 ] |

### Clases Secunadarias
| Temporada | Campeón                               |
| --------- | ------------------------------------- |
| 2014      | T: Brandon Maïsano                    |
| 2015      | T: Kevin Kanayet F: Julia Pankiewicz  |
| 2016      | N: Jüri Vips F: Fabienne Wohlwend     |
| 2017      | N: Leonardo Lorandi                   |
| 2018      | N: Petr Ptáček                        |
| 2019      | N: Paul Aron                          |
| 2020      | N: Gabriele Minì                      |
| 2021      | N: Nikita Bedrin F: Maya Weug         |
| 2022      | N: Andrea Kimi Antonelli F: Maya Weug |
| 2023      | N: Arvid Lindblad F: Tina Hausmann    |
| 2024      | N: Alex Powell                        |

### Campeonato de Equipos
| Temporada | Campeón               |
| --------- | --------------------- |
| 2014      | Prema Powerteam       |
| 2015      | Prema Powerteam       |
| 2016      | Prema Powerteam       |
| 2017      | Bhaitech              |
| 2018      | Prema Theodore Racing |
| 2019      | Van Amersfoort Racing |
| 2020      | Prema Powerteam       |
| 2021      | Van Amersfoort Racing |
| 2022      | Prema Racing          |
| 2023      | Prema Racing          |
| 2024      | Prema Racing          |

## Circuitos
| N.º | Circuito                              | Rondas | Años             |
| --- | ------------------------------------- | ------ | ---------------- |
| 1   | Autodromo Enzo e Dino Ferrari         | 12     | 2014-            |
| 2   | Autódromo Internacional del Mugello   | 10     | 2014-            |
| 3   | Autódromo de Vallelunga Piero Taruffi | 9      | 2014-            |
| 3   | Autodromo Nazionale di Monza          | 9      | 2014-            |
| 5   | Misano World Circuit Marco Simoncelli | 8      | 2015-            |
| 6   | Adria International Raceway           | 5      | 2014-2018        |
| 7   | Red Bull Ring                         | 4      | 2019-2022        |
| 8   | Circuito Paul Ricard                  | 2      | 2018, 2021, 2023 |
| 9   | Autódromo de Magione                  | 1      | 2014             |
| 9   | Hungaroring                           | 1      | 2019             |
| 9   | Circuito de Spa-Francorchamps         | 1      | 2022-            |

- Negrita denota un circuito de Fórmula 1 que actualmente está en el calendario.